# Terence Kongolo
Terence Kongolo (Fribourg, 14 februari 1994) is een Nederlands-Congolees voetballer, die in Zwitserland is geboren. Hij bezit hierdoor tevens de Zwitserse nationaliteit. Kongolo speelt doorgaans als centrale verdediger.  Hij verruilde in 2024 Fulham voor NAC Breda. Kongolo debuteerde in 2014 in het Nederlands elftal en hij is een oudere broer van Rodney Kongolo.

## Clubcarrière

### Feyenoord
Kongolo werd in Zwitserland als kind van Congolese ouders geboren en verhuisde op vier maanden oude leeftijd naar Nederland. In Nederland begon hij met voetballen bij RVV Hillesluis en kwam als achtjarige in de jeugd van Feyenoord te spelen. Hij doorliep alle jeugdelftallen en kwam als spelers van Feyenoord O16 ook al regelmatig uit voor Feyenoord O17.
Op 14 april 2012 maakte Kongolo als invaller zijn debuut in het eerste elftal van Feyenoord, in een met 3–0 gewonnen wedstrijd tegen Excelsior. Zijn eerste doelpunt in de hoofdmacht maakte Kongolo op 26 september 2012 in een bekerwedstrijd tegen N.E.C. (2–3 winst). Mede door een zware knieblessure kwam hij tussen november 2012 en maart 2013 niet in actie.
Na zijn herstel bleef Kongolo zichzelf bewijzen. Giovanni van Bronckhorst liet hem achter meer als linksback spelen, in plaats van zijn plek in het hart van de verdediging. Samen met Eljero Elia maakte hij in het seizoen 2015/16 indruk aan de linkerkant van het veld en won hij met Feyenoord de KNVB Beker. Het jaar daarop vormde hij met Brad Jones, Rick Karsdorp, Eric Botteghin en Jan-Arie van der Heijden de beste defensie van de Eredivisie (zeventien wedstrijden zonder tegendoelpunten). Feyenoord werd dat jaar voor het eerst in achttien jaar weer landskampioen.

### AS Monaco
Na deze successen vertrok Kongolo in de zomer van 2017 voor circa vijftien miljoen euro naar AS Monaco. Na een eerste seizoenshelft met enkele wedstrijden in het shirt van AS Monaco, werd hij in januari 2018 verhuurd aan Huddersfield Town. In Monaco slaagde Kongolo er namelijk niet in zijn directe concurrent linksback Jorge achter zich te houden. Ook in het centrum van de verdediging was Kongolo geen eerste keuze.

### Huddersfield Town
Op 8 juni 2018 maakte hij definitief de overstap naar Huddersfield Town. Kongolo tekende voor vier jaar bij The Terriers. Aan het eind van het seizoen 2018/19 degradeerde hij met deze club naar de EFL Championship.

### Fulham
In januari 2020 werd Kongolo door Huddersfield Town voor een half jaar verhuurd aan Fulham. Met deze club promoveerde hij aan het eind van dat seizoen naar de Premier League en The Cottagers besloten hem in oktober 2020 definitief over te nemen. Kongolo tekende er een contract tot aan de zomer van 2024 (met een cluboptie van een extra jaar).
Mede door blessures kwam Kongolo bij Fulham maar incidenteel uit voor het eerste elftal en speelde hij sporadisch mee bij de beloften van de Londense club. In januari 2022 waren er dan ook enkele speculaties over een terugkeer naar Nederland. Onder meer FC Groningen zou geïnteresseerd zijn geweest in een huurovereenkomst. Tot een definitief akkoord kwam het niet en in de zomer van 2022 zou Kongolo definitief niet meer voorkomen in de plannen van Fulham. Zo werd hij begin september 2022 voor een jaar verhuurd aan Le Havre. Daar speelde hij vijftien wedstrijden. Het seizoen erop werd hij opnieuw verhuurd, ditmaal aan Rapid Wien.

### NAC Breda
In de zomer van 2024 stapte Kongolo over naar NAC Breda, dat uitkwam in de Eredivisie. Hij debuteerde op 29 september 2024 tegen FC Twente. Hij begon in de basis, maar werd na een uur geblesseerd van het veld gehaald voor Enes Mahmutović.

## Clubstatistieken
| Seizoen                        | Club                | Competitie      | Competitie | Competitie | Beker | Beker | Overig | Overig | Totaal | Totaal |
| Seizoen                        | Club                | Competitie      | Wed.       | Dlp.       | Wed.  | Dlp.  | Wed.   | Dlp.   | Wed.   | Dlp.   |
| ------------------------------ | ------------------- | --------------- | ---------- | ---------- | ----- | ----- | ------ | ------ | ------ | ------ |
| 2011/12                        | Feyenoord           | Eredivisie      | 1          | 0          | 0     | 0     | –      | –      | 1      | 0      |
| 2012/13                        | Feyenoord           | Eredivisie      | 5          | 0          | 2     | 2     | 1      | 0      | 8      | 2      |
| 2013/14                        | Feyenoord           | Eredivisie      | 17         | 0          | 1     | 0     | 0      | 0      | 18     | 0      |
| 2014/15                        | Feyenoord           | Eredivisie      | 31         | 0          | 1     | 0     | 13     | 0      | 45     | 0      |
| 2015/16                        | Feyenoord           | Eredivisie      | 29         | 0          | 6     | 0     | –      | –      | 35     | 0      |
| 2016/17                        | Feyenoord           | Eredivisie      | 23         | 1          | 3     | 0     | 5      | 0      | 31     | 1      |
| 2017/18                        | AS Monaco           | Ligue 1         | 3          | 0          | 1     | 0     | 2      | 0      | 6      | 0      |
| 2017/18                        | → Huddersfield Town | Premier League  | 13         | 0          | 4     | 0     | –      | –      | 17     | 0      |
| 2018/19                        | Huddersfield Town   | Premier League  | 32         | 1          | 0     | 0     | –      | –      | 32     | 1      |
| 2019/20                        | Huddersfield Town   | Championship    | 11         | 0          | 0     | 0     | –      | –      | 11     | 0      |
| 2019/20                        | → Fulham            | Championship    | 1          | 0          | 1     | 0     | –      | –      | 2      | 0      |
| 2020/21                        | Fulham              | Premier League  | 1          | 0          | 1     | 0     | –      | –      | 2      | 0      |
| 2021/22                        | Fulham              | Championship    | 0          | 0          | 0     | 0     | –      | –      | 0      | 0      |
| 2022/23                        | → Le Havre          | Ligue 2         | 14         | 0          | 1     | 0     | –      | –      | 15     | 0      |
| 2023/24                        | → Rapid Wien        | Bundesliga      | 12         | 0          | 3     | 0     | –      | –      | 15     | 0      |
| 2024/25                        | NAC Breda           | Eredivisie      | 1          | 0          | -     | -     | -      | -      | 1      | 0      |
| Carrière totaal                | Carrière totaal     | Carrière totaal | 194        | 2          | 24    | 2     | 21     | 0      | 239    | 4      |
| Bijgewerkt op 25 augustus 2024 |                     |                 |            |            |       |       |        |        |        |        |

## Interlandcarrière

### Jeugdinterlands
Kongolo vertegenwoordigde verschillende Nederlandse jeugdelftallen. Zo werd hij opgeroepen voor Nederland –15 (één wedstrijd als basisspeler en één wedstrijd als invaller), Nederland –16 (vier wedstrijden als basisspeler en twee wedstrijden zonder speelminuten bij de selectie), Nederland –17 (elf wedstrijden als basisspeler, twee wedstrijden als invaller en twee wedstrijden zonder speelminuten bij de selectie), Nederland –18 (twee wedstrijden als basisspeler), Nederland –19 (tien wedstrijden als basisspeler), Nederland –20 (één wedstrijd als invaller) en Nederland –21(drie wedstrijden als basisspeler, drie wedstrijden als invaller en één wedstrijd zonder speelminuten bij de selectie).
Kongolo won in 2011 met het Nederland –17 het EK onder 17 in Servië, door een 5–2 zege in de finale op de leeftijdgenoten uit Duitsland. In deze wedstrijd wist Kongolo eenmaal te scoren.

### Nederlands elftal
Op 5 mei 2014 werd Kongolo door bondscoach Louis van Gaal opgeroepen voor een trainingsstage in Hoenderloo van het Nederlands elftal, ter voorbereiding op het WK in Brazilië. Op 13 mei werd hij door de bondscoach in de dertigkoppige voorselectie opgenomen.
Op 17 mei debuteerde Kongolo als international in de vriendschappelijke wedstrijd tegen Ecuador (1–1). Hij werd in de rust vervangen door Patrick van Aanholt. Kongolo behoorde tot de definitieve WK-selectie, die Louis van Gaal op 31 mei bekendmaakte. Patrick van Aanholt (spelend op dezelfde positie als Kongolo) en Karim Rekik waren de afvallers bij de verdedigers. Zijn enige opwachting tijdens het toernooi maakte hij in het derde groepsduel tegen Chili (2–0); hij verving Dirk Kuijt in minuut 89.
Na het WK 2014 werd er nog slechts beroep gedaan op Kongolo. Zo speelde hij nog een oefeninterland tegen Wales in november 2015 en een oefeninterland tegen Slowakije in mei 2018.
| Interlands van Terence Kongolo voor Nederland | Interlands van Terence Kongolo voor Nederland | Interlands van Terence Kongolo voor Nederland | Interlands van Terence Kongolo voor Nederland | Interlands van Terence Kongolo voor Nederland | Interlands van Terence Kongolo voor Nederland |
| №                                             | Datum                                         | Wedstrijd                                     | Uitslag                                       | Competitie                                    | Goals                                         |
| Als speler van Feyenoord                      | Als speler van Feyenoord                      | Als speler van Feyenoord                      | Als speler van Feyenoord                      | Als speler van Feyenoord                      | Als speler van Feyenoord                      |
| --------------------------------------------- | --------------------------------------------- | --------------------------------------------- | --------------------------------------------- | --------------------------------------------- | --------------------------------------------- |
| 1                                             | 17 mei 2014                                   | Nederland – Ecuador                           | 1 – 1                                         | Vriendschappelijk                             |                                               |
| 2                                             | 23 juni 2014                                  | Nederland – Chili                             | 2 – 0                                         | WK 2014                                       |                                               |
| 3                                             | 13 november 2015                              | Wales – Nederland                             | 2 – 3                                         | Vriendschappelijk                             |                                               |
| Als speler van Huddersfield Town              |                                               |                                               |                                               |                                               |                                               |
| 4                                             | 31 mei 2018                                   | Slowakije − Nederland                         | 1 − 1                                         | Vriendschappelijk                             |                                               |

## Erelijst
| Eredivisie | 1x | 2016/17 |
| KNVB beker | 1x | 2015/16 |

| Competitie    | Winnaar   | Winnaar   | Runner-up | Runner-up | Derde     | Derde     |
| Competitie    | Aantal    | Jaren     | Aantal    | Jaren     | Aantal    | Jaren     |
| Nederland     | Nederland | Nederland | Nederland | Nederland | Nederland | Nederland |
| ------------- | --------- | --------- | --------- | --------- | --------- | --------- |
| WK            | -         | -         | -         | -         | 1x        | 2014      |
| Nederland –17 |           |           |           |           |           |           |
| EK –17        | 1x        | 2011      | -         | -         | -         |           |

1 Kortsmit ·
2 Lucassen ·
4 Kemper ·
5 Van den Bergh  ·
6 Staring ·
7 Garbett ·
8 Leemans ·
9 Kostorz ·
10 Ómarsson ·
11 Paula ·
12 Greiml ·
14 Kaied ·
15 Mahmutović ·
16 Balard ·
17 Kuijpers ·
18 Van Reeuwijk ·
19 Fernandes ·
20 Oldrup Jensen ·
23 Kongolo ·
25 Valerius ·
28 Mol ·
29 Van Hooijdonk ·
30 Versluis ·
31 Lamprou ·
37 Van Lare ·
39 Janošek ·
44 Busi ·
55 Sowah ·
77 Sauer ·
99 Bielica ·
Coach: Hoefkens
· Assistent-trainer: Güvenç
· Assistent-trainer: Kaczmarek
· Keeperstrainer: Babos
1 Cillessen ·
2 Vlaar ·
3 De Vrij ·
4 Martins Indi ·
5 Blind ·
6 De Jong ·
7 Janmaat ·
8 De Guzman ·
9 Van Persie  ·
10 Sneijder ·
11 Robben ·
12 Verhaegh ·
13 Veltman ·
14 Kongolo ·
15 Kuijt ·
16 Clasie ·
17 Lens ·
18 Fer ·
19 Huntelaar ·
20 Wijnaldum ·
21 Depay ·
22 Vorm ·
23 Krul ·
Coach: Van Gaal